# Eric Atuahene
Eric Atuahene (Kumasi, 1 mei 1984) is een Ghanees voetballer die in Nederland speelt.
Atuahene werd in 2004 gecontracteerd door de Hoofdklasse-vereniging NAC Breda maar zou in het seizoen 2004-2005 maar een wedstrijd voor hen uitkomen. De twee seizoenen erna kwam hij uit in de Eerste divisie in Nederland voor TOP Oss en RBC Roosendaal maar speelde slechts 1 wedstrijd voor TOP Oss in die jaren. Hierna kreeg hij geen profcontract meer en speelde in het seizoen 2007-2008 voor HSV Hoek bij de amateurs in de Hoofdklasse B en komt sinds 2008 uit voor RKSV Schijndel in dezelfde klasse als amateur. Atuahene speelt bij Schijndel met rugnummer 5.